# Convento de la Santísima Trinidad y Purísima Concepción (Écija)
El convento de la Santísima Trinidad y Purísima Concepción, es un convento católico de la ciudad de Écija en la provincia de Sevilla, regido por las Concepcionistas Franciscanas, es conocido popularmente como las Marroquies está situado a escasos metros de la Iglesia de los Descalzos. Está declarado como BIC el 17 de noviembre de 2009. El Convento es desalojado en octubre de 2014, ya que apenas quedaba una monja de las Concepcionistas Franciscanas de las que había en el cenobio. Tras la noticia, las Concepcionistas autorizaron a las vecinas monjas del Convento de Santa Florentina para continuar con la elaboración y venta de los bizcochos marroquíes.

## Fundación del convento
En 1583, las hermanas Luisa, Catalina, Ana y Francisca Marroquí, descendientes de una de las más antiguas familias de Écija y vecinas de la colación de Santa Cruz, decidieron llevar a cabo la fundación de un monasterio de religiosas, ofreciendo para la empresa, entre otros bienes, las casas de su morada.
La bendición de la nueva iglesia y recinto conventual tuvo lugar el día 21 de mayo de 1596, bajo la advocación de la Santísima Trinidad y Purísima Concepción, haciéndose efectiva la fundación conventual el día 14 de julio de 1599. La orden religiosa a la que se encomendó el nuevo cenobio fue la de la Inmaculada Concepción.

## Iglesia conventual
La única portada del templo se abre al sur, a la calle Secretario Armesto; se trata de una portada adintelada de esquema manierista, formada por vano principal y hornacina superpuesta. La puerta de ingreso está flanqueada por dobles pilastras de orden toscano sobre pedestal corrido, con fustes cajeados y adornos de círculos rehundidos. Las pilastras sostienen un frontón partido, recorrido por mútulos y rematado con parejas de esbeltas pirámides. El cuerpo superior repite el esquema; alberga una hornacina, retocada durante el siglo XVIII, con una escultura policromada de la Inmaculada Concepción en su interior. 
La iglesia del convento de la Santísima Trinidad y Purísima Concepción de Écija sigue la tipología tradicional de los templos conventuales sevillanos y está formada por una nave única, que no diferencia el presbiterio, con estructura de cajón alargado y rematada en testero plano. A los pies de la iglesia, como prolongación de la nave y separado por una tupida reja de hierro forjado, se encuentra el coro, dividido en planta baja y alta, hallándose oculta la parte superior por una celosía de madera. A ambos lados de la reja del coro existen dos tintinábulos de madera que, con forma de espadaña que contienen cada uno tres campanillas de bronce; pueden fecharse en torno a 1596. Están decoradas con relieves de guirnaldas, paños, balaústres, jarras de azucenas y la escena de la Anunciación; la que se encuentra en la parte superior posee la inscripción «SIT NOMEN DOMINI BENEDICTUM».
La cubierta de la nave es una soberbia armadura apeinazada de par y nudillo, dotada de arrocabe con doble alicer, está desprovista de tirantes y su harneruelo y alfardas poseen las características ruedas de lazo de diez. Ochavada en sus extremos, posee limas moamares y pechinas colgantes ataujeradas, pero han desaparecido las piñas de mocárabes, tan habituales en este tipo de artesonados. El coro alto se cubre con otra armadura de estructura similar, aunque ha perdido la continuidad del trabajo de lacería entre sus paños.
El templo está adornado con diverso mobiliario formado por retablos, esculturas y pinturas sobre lienzo. 

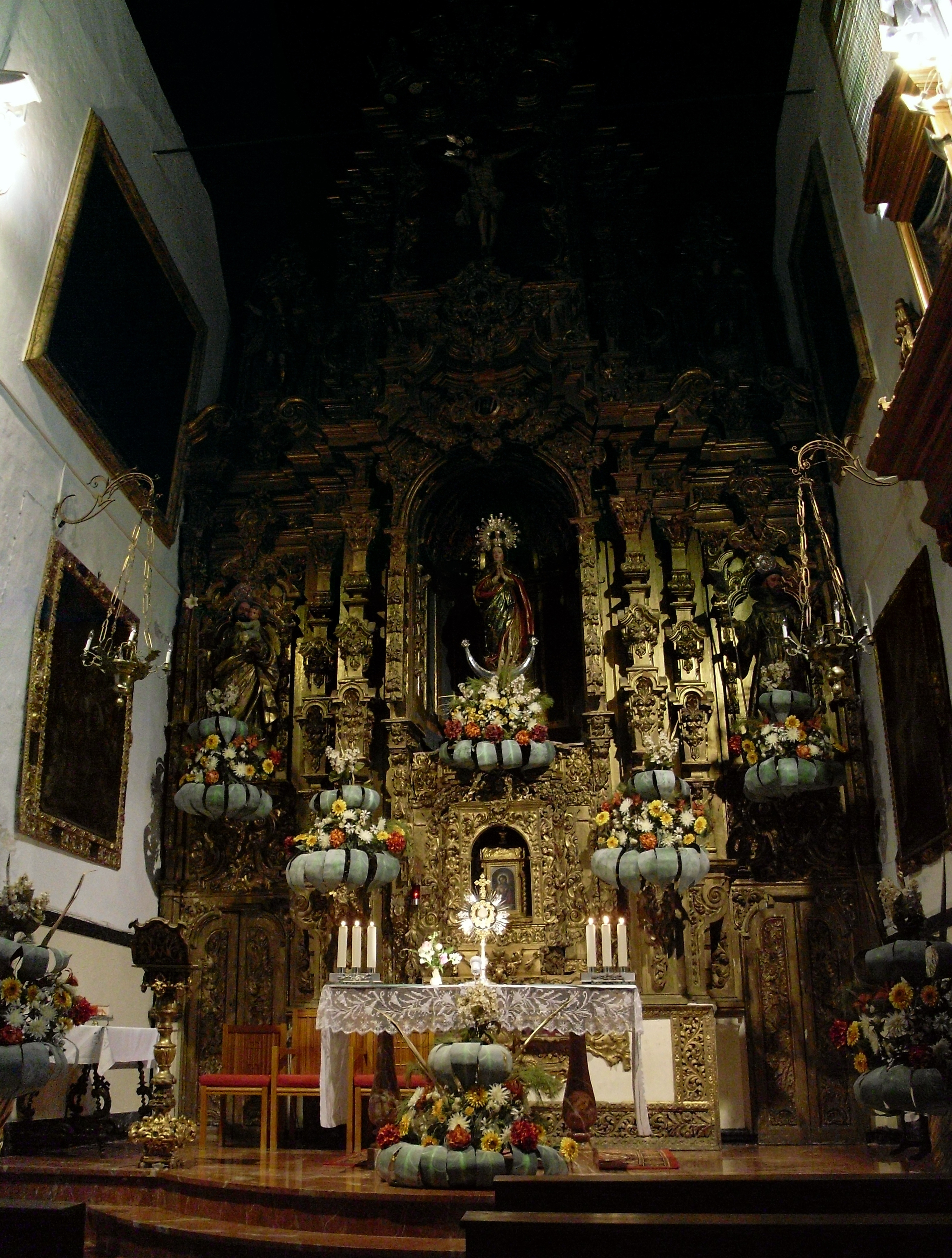
Altar mayor durante el Jueves Santo

En el interior de la iglesia conventual destaca el retablo mayor, de madera tallada y dorada, que se eleva casi hasta el harneruelo del artesonado y data de mediados del siglo XVIII. Está presidido por una imagen de la Inmaculada Concepción, que data de los años centrales del siglo XVII. Se estructura por banco, un cuerpo dividido en tres calles y ático. En el sagrario contiene en su puerta una pintura al óleo del Ecce Homo de rasgos murillescos. En la parte inferior del mismo existen diversas reliquias pertenecientes a los santos mártires.
En el muro del Evangelio está situado el retablo de Santa Beatriz de Silva, de madera tallada y dorada, fechable durante el decenio 1765-1775, atribuido a Juan Guerrero.
El retablo de la Santísima Trinidad, ubicado a continuación, de madera pintada y parcialmente dorada, es fechable hacia 1780-1785.
En la zona más cercana al presbiterio se ubica el púlpito, cronológicamente de hacia 1770, construido en madera tallada y dorada. Sobre el púlpito existe un retablo-dosel, fechable en torno a 1765-1775, igualmente de madera tallada y dorada, con un crucifijo de marfil.
Pasando al muro de la Epístola se encuentra el retablo de San Antonio Abad, datable hacia 1830, compuesto de un solo cuerpo, ejecutado con fábrica de ladrillo, y cubierto de estuco pintado y dorado imitando madera. 
A continuación el retablo de Cristo Crucificado, con la misma estructura, características y cronología que el anterior y, a la derecha de la reja del coro, el Comulgatorio, diseñado en forma de hornacina cerrada con puerta de madera, cuyo interior se adorna con una rica policromía del último tercio del siglo XVIII.
En el coro bajo se localizan la hornacina dedicada a la Santísima Trinidad y la del Corazón de Jesús, ambas de madera, de mediados del siglo XVIII.
En el lado del Evangelio, junto a la puerta de acceso a la clausura, está la hornacina dedicada al Niño Jesús, de madera y cristal, fechada en la década 1760-1770. En el muro frontero a la reja del coro hay otras tres hornacinas del siglo XVIII. La hornacina central, dedicada a la Inmaculada Concepción, de mediados del siglo XVIII. A la derecha se encuentra la hornacina dedicada a san Joaquín, santa Ana y la Virgen Niña, realizada en madera pintada, hacia 1755 y a la izquierda, la hornacina de los Sagrados Corazones de Jesús y María en torno a 1780. En la fábrica del muro del lado de la Epístola hay una hornacina con la imagen de la Virgen Niña, con forma de arco de medio punto adornado con yeserías. 
En el coro alto se sitúa un interesante conjunto de imágenes devocionales de distinto tamaño, tipología y calidad artística que aparecen en el interior de sencillas hornacinas.
En primer lugar se encuentran dos imágenes de candelero para vestir, representando una a Nuestra Señora de la Soledad y la otra a la Inmaculada Concepción. En otras se encuentran la imagen de Nuestra Señora del Valle, una serie de Niños Jesús, en distintas poses y actitudes, y una talla sedente del Buen Pastor. En la pared frontera se encuentra un altar recompuesto con materiales de acarreo presidido por una pequeña imagen de Nuestra Señora de la Purificación, del primer tercio del siglo XVIII. Finalmente, en este espacio se localiza el extraordinario relieve de San Juan Evangelista en la Isla de Patmos, fechado en torno a la segunda mitad del siglo XVII, que formaría parte de algún retablo desaparecido del convento.

## Espadaña
La espadaña angular es un campanario situado a los pies de la iglesia, con fachadas a las calles Saltadero y Secretario Armesto decorada con azulejos. Se levanta a partir de un fuste o cuerpo de ladrillo liso; en la parte superior se halla una inscripción hecha con azulejos, sobre fondo de estuco blanco y rodeando al anagrama de la Virgen María, que reza así: «MISERERE NOBIS. AÑO DE 1760». En la delimitación de este cuerpo mediante un friso que está ocupado por la inscripción cerámica «SANCTUS DEUS, SANCTUS FORTIS, SANCTUS IMMORTALIS».
La espadaña posee actualmente dos campanas de bronce que datan del siglo XVIII. La primera; como único adorno muestra un medallón con un relieve de la Virgen de Belén, y las inscripciones «SE HIZO A EXPENZSAS DE LA VENERABLE HERMANDAD DE NUESTRA SEÑORA DE BELÉN», «REGINA SANTISIMI ROSARII ORA PRO NOBIS. AÑO DE 1781». La otra campana está decorada con el bajorrelieve de una cruz y tres clavos, cubierta de estrellas de ocho puntas. Asimismo posee la inscripción «SE HIÇO SIENDO ABADESA LA REBERENDA MARDE SOR MARIA DE LA CONCEPCION», «SANTA MARIA ORA PRO NOBIS. AÑO 1733».

## Repostería
Este convento en Écija era muy conocido por la elaboración de los típicos 'bizcochos Marroquíes. Tras su cierre en 2014, el convento también ecijano de Santa Florentina tomó el testigo en la producción de estos dulces. En el año 2018 volvió a abrir sus puertas, hallándose desde entonces regentado por una comunidad de Peregrinas de la Eucaristía, que expenden otras especialidades.